# Orthopterum coeganum
Orthopterum coeganum är en isörtsväxtart som beskrevs av L. Bol. Orthopterum coeganum ingår i släktet Orthopterum och familjen isörtsväxter. Inga underarter finns listade i Catalogue of Life.

## Bildgalleri

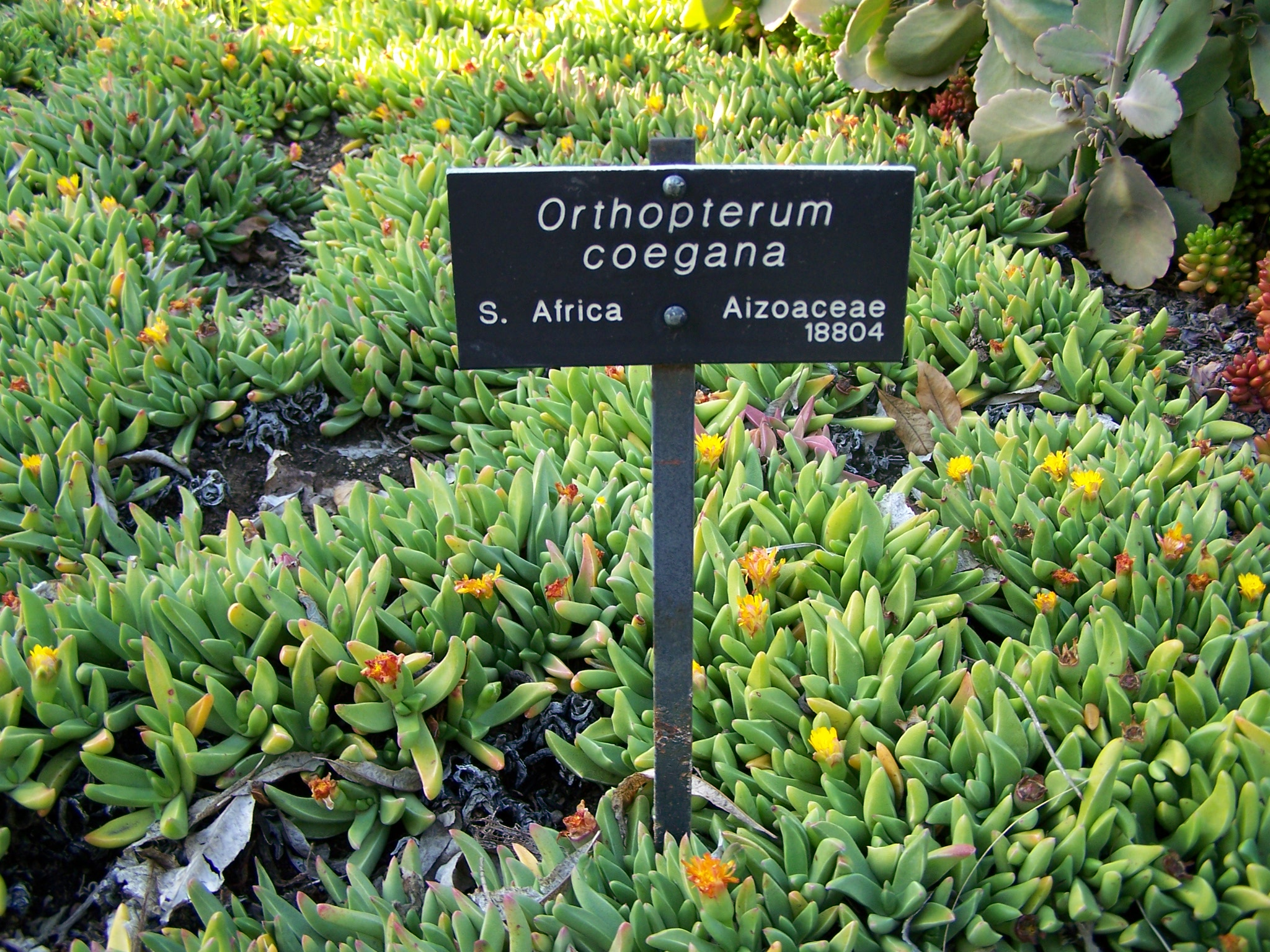